# جين ميرفي
جين ميرفي (بالإنجليزية: Gene Murphy)‏ هو مدير فني أمريكي، ولد في 6 أغسطس 1939 في نيو برونزويك في الولايات المتحدة، وتوفي في 29 أكتوبر 2011 في لوس أنجلوس في الولايات المتحدة.